# فرقاطة بيتيا

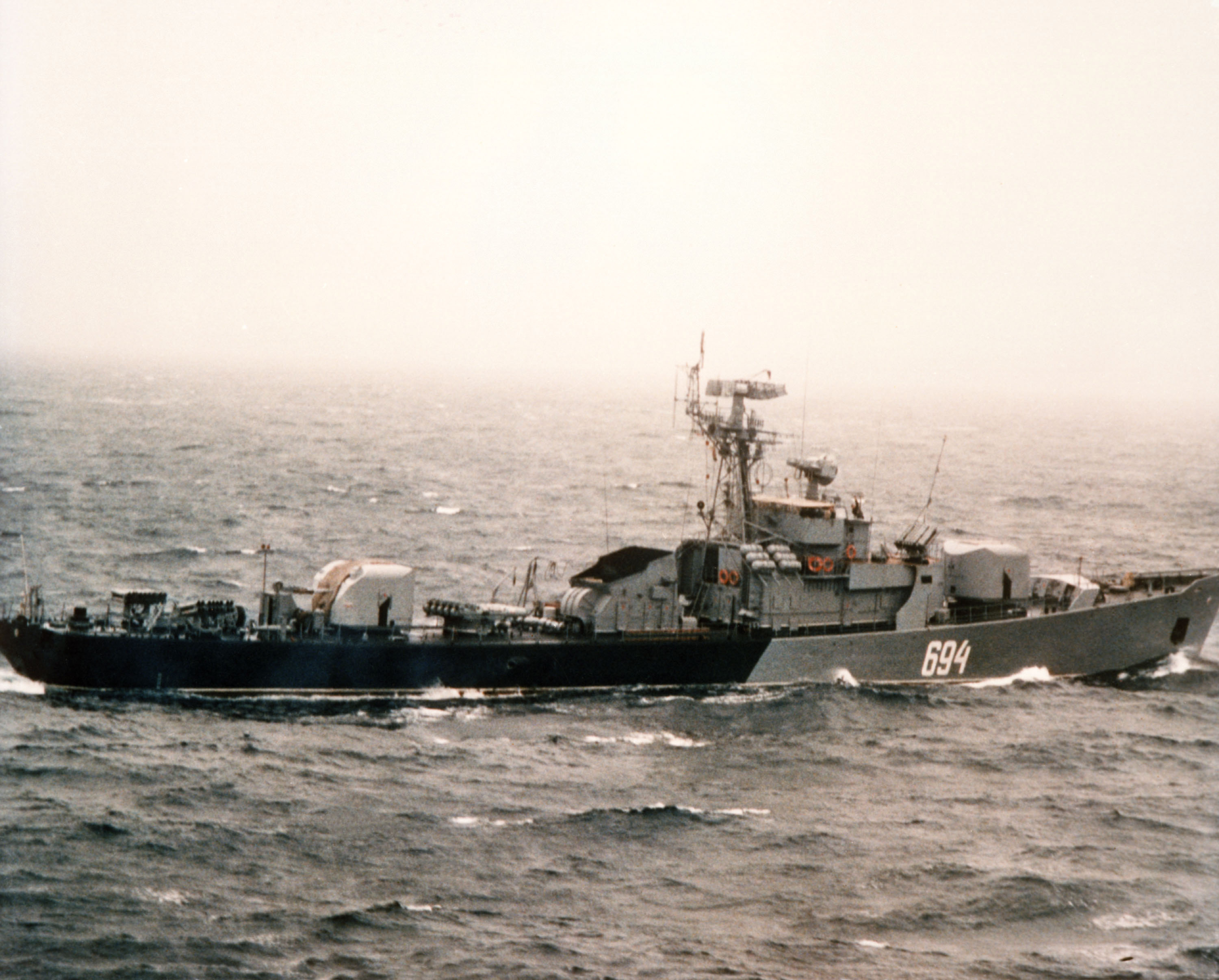
فرقاطة بيتيا.

فرقاطة بيتيا هو لقب تعريف الناتو لنوع من الفرقاطات الخفيفة التي صنَّعتها القوات البحرية السوفيتية في ستينيات القرن العشرين، والتي كان اسمها السوفيتي الرسمي المشروع 159 ستوروزيفوي كوربال.

## التصميم
كانت فرقاطة بيتيا أول سفينة سوفيتية تعمل بالمحرّكات الغازية. وقد كانت وظيفتها استهداف الغواصات العدوّة في المياه الضحلة، حيث شابهت كثيراً فرقاطة ميركا. وقد عيّنت مواصفاتها في سنة 1955، ثم اعتمد التصميم في سنة 1956. وقد صمّم محركها بآلية ذات ثلاث محاور، تدفع محورها المركزيّ محركات ديزل لغايات اقتصادية، وأما محورا الجناحين فتدفعهما محركات غازية لسرعة التنقل. سلحت السفينة بمدفعين من عيار 76 مم بوضيعيّتي "A" و"Y"، يتحكم بهما مدير رادار واحد. وأما أسلحتها المضادة للغوَّاصات فقد كانت قاذفات صواريخ "RBU-6000" وقاذف طوربيدات مضادة للغواصات من عيار 400 مم. غير أن هذا القاذف استبدل في بعض الإصدارات المعدة للنقل بقاذفات من عيار 533 مم مضادة للسّفن. وقد زودت الفرقاطة أيضاً بجهاز سونار.